# Чарлз Робін Ешвін
Чарлз Робін Ешвін (27 вересня 1930) — австралійський дипломат. Надзвичайний і Повноважний Посол Австралії в СРСР.

## Біографія
Народився 27 вересня 1930 року в місті Аделаїді. Закінчив університет в Аделаїді і Оксфордський університет (Велика Британія).
З 1955 на дипломатичній службі в МЗС Австралії.
З 1956 по 1958 — співробітник посольства Австралії в КНДР.
З 1960 по 1961 — співробітник посольства Австралії у Великій Британії.
З 1962 по 1964 — співробітник посольства Австралії у ФРН.
З 1968 по 1970 — співробітник посольства Австралії у Таїланді.
З 1971 по 1973 — заступник постійного представника Австралії при ООН.
З 1973 по 1975 — співробітник МЗС Австралії.
З 1975 по 1978 — Надзвичайний і Повноважний Посол Австралії в Єгипті та Судані за сумісництвом.
З 1982 по 1987 — Надзвичайний і Повноважний Посол Австралії в ФРН.
З 1987 по 1991 — Надзвичайний і Повноважний Посол Австралії в СРСР та в Монголії за сумісництвом.